# Kenneth Claiborne Royall

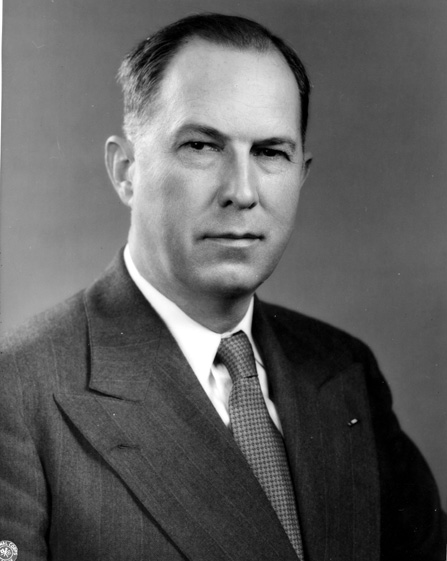
Kenneth Claiborne Royall

Kenneth Claiborne Royall (* 24. Juli 1894 in Goldsboro, North Carolina; † 25. Mai 1971 in Durham, North Carolina) war ein United States Army General und die letzte Person, die das Amt des Kriegsministers bekleidete. Dieses Amt wurde 1947 abgeschafft. Royall war der erste Secretary of the Army (ein Nachfolgeamt) zwischen 1947 und 1949.

## Werdegang
Kenneth Claiborne Royall promovierte an der University of North Carolina at Chapel Hill und der Harvard Law School, bevor er im Ersten Weltkrieg diente. Danach praktizierte er als Anwalt und wurde für die Demokraten in den North Carolina Senate gewählt. Mit Beginn des Zweiten Weltkrieges wurde er Colonel in der U.S. Army.
Nach einer Zeitungskolumne von Jack Betts aus dem Jahr 2006: „Als acht Nazis 1942, auf schwere Körperverletzung aus, in Long Island landeten, wurden sie schon bald gefangen genommen und es wurde ihnen ein geordneter Prozess vor einem geheimen Militärgericht gemacht. Präsident Roosevelt bestimmte Royall, um sie zu schützen, jedoch war dies keine Torheit des Präsidenten. Er wünschte, dass die Nazis hingerichtet werden sollten, je früher desto besser. Royalls Befehl war es, Zivilgerichten fernzubleiben. Royall schrieb Roosevelt, dass er nicht dächte, dass der Präsident die Berechtigung hätte, ein geheimes Gericht für seine Klienten zusammenkommen zu lassen und fragte den Präsidenten, ob er seine Befehle nicht ändern wolle. Roosevelt verweigerte dies – worauf Royall an das U.S. District Court appellierte, denn geheime Tribunale waren verfassungswidrig.“
Das Gericht verwarf diesen Einwand, so dass Royall und andere Rechtsanwälte in seinem Amtszimmer auf den Obersten Gerichtshof der Vereinigten Staaten einwirkten. Das Supreme Court wies im Juli 1942 Royalls Argumente in einer kurzen Verlautbarung zurück und unterstützte das Recht des Präsidenten, ein geheimes Tribunal zu bestellen. Jedoch hatte Royall Erfolg beim Zivilgericht, die Verfassungsmäßigkeit der Tribunale, trotz der Präferenz des Präsidenten, zu erhalten. Das Supreme Court veröffentlichte im Oktober eine volle Stellungnahme, die besagte, dass 'rechtsstaatliche Sicherheitsklauseln für den Schutz von allen, die mit dem Angriff beauftragt worden sein, nicht beachtet werden.' Bis dahin waren sechs von Royalls Klienten tot. Sie wurden, Tage nach der Veröffentlichung des Urteils des Supreme Court, im August 1942 durch ein Tribunal von kurzer Dauer probat verurteilt und hingerichtet. Zwei wurden ins Gefängnis geschickt. Royall sagte später, er glaube, die seine Verteidigung der Nazis die wichtigste Arbeit war, die er in einer langen und erhabenen Karriere tat. Er wurde zum Brigadegeneral befördert. Präsident Truman ernannte ihn 1947 zum Kriegsminister. Er wurde später 'Secretary of the Army'. Im Dezember 1949 wurde Royall Partner der namhaften New Yorker Kanzlei Dwight, Harris, Koegel and Caskey und wurde 1958 ihr Leiter. Diese Kanzlei wurde später umbenannt in Rogers & Wells, danach in Clifford Chance Rogers & Wells nach seiner Fusion mit der britischen Kanzlei Clifford Chance. Royall verstarb 1971 in Durham.
Sein Sohn, Kenneth C. Royall, Jr. war zwischen 1967 und 1972 im Repräsentantenhaus und dann zwischen 1973 und 1992 im Senat von North Carolina tätig.